# Mikhaïl Slonimski
Mikhaïl Leonídovitx Slonimski (rus: Михаи́л Леони́дович Слони́мский; 1 d'agost [C.J. 20 de juliol] de 1897 – 8 d'octubre de 1972) fou un escriptor soviètic, membre del grup dels Germans Serapion.

## Biografia
Mikhaïl va néixer a Sant Petersburg en una família de la intel·liguèntsia. El seu avi, el seu pare i la seva tia eren escriptors professionals. El seu oncle, Semion Venguérov, fou un famós filòleg i crític literari. El seu germà gran, Nicolas Slonimsky, es va convertir en un famós compositor.
El gener de 1915 després de graduar-se al seu gymnasium, Mikhaïl va anar com a voluntari a l'Exèrcit Imperial Rus per lluitar a la Primera Guerra Mundial. Va resultar ferit per impacte de metralla. En tornar al regiment el març de 1916, fou novament ferit i evacuat a l'hospital de Petrograd. Per aquest fet se li va atorgar la Creu de Sant Jordi
Des de 1917 Mikhaïl va publicar les seves obres regularment (la seva primera publicació va ser a la revista Novi Satirikon de 1914). A principis dels anys vint es va convertir en membre del grup dels Germans Serapion, i sembla haver estat l'originador del nom.
A partir dels anys trenta, però, Slonimski es va convertir en un escriptor soviètic socialista realista típic i durant molt temps va ser un membre destacat (i durant molt de temps tresorer) de la Unió d'Escriptors Soviètics. De valor durador, també literari-històric, són les memòries de Slonimski "Llibre de memòries" (1966), que també es refereixen sobretot a la famosa Casa de les Arts de Sant Petersburg, en el període 1921 - 1922.
Va morir a Leningrad el 1972. va ser enterrat al cementiri de Komarovo en un suburbi de Leningrad.
El fill de Mikhaïl, Serguei Slonimski, és un notable compositor rus.